# جودي نوغينت
جودي نوغينت (بالإنجليزية: Judy Nugent)‏ هي ممثلة أمريكية، ولدت في 22 أغسطس 1940 بلوس أنجلوس في الولايات المتحدة.

## وصلات خارجية
- جودي نوغينت على موقع IMDb (الإنجليزية)
- جودي نوغينت على موقع أول موفي (الإنجليزية)
- جودي نوغينت على موقع قاعدة بيانات الفيلم (الإنجليزية)